# نينا ريتشي
نينا ريتشي (بالفرنسية: Nina Ricci )‏ (و. 1883 – 1970 م) هي مصمم أزياء رفيعة المستوى من فرنسا، وإيطاليا، ولدت في تورينو، توفيت في فرنسا، عن عمر يناهز 87 عاماً.

## جوائز
حصلت على جوائز منها:
- وسام جوقة الشرف من رتبة فارس.